# Australian Open (snooker)
Australian Goldfields Open var en rankingturnering i snooker.
Efter att Australien arrangerat 1971 och 1975 års världsmästerskap skapades en egen tävling 1979: Australian Masters. Försök gjordes att få tävlingen till en rankingtävling 1989 men den flyttades istället till Hongkong och spelades som Hong Kong Open. Tävling försvann redan nästa år men återuppstod 1994 i Australien som Australian Open. Året därefter, 1995, döptes den om till Australian Masters för att sedan försvinna igen. 2011 återupptogs tävlingen som en rankingtävling under namnet Australian Goldfields Open. Säsongen 2016/17 togs turneringen bort från touren.

## Vinnare
| Australian Masters (ej ranking)      |                  |           |                |         |
| 1979                                 | Ian Anderson     | [ A 1 ]   | Perrie Mans    | 1979/80 |
| 1980                                 | John Spencer     | [ A 1 ]   | Dennis Taylor  | 1980/81 |
| 1981                                 | Tony Meo         | [ A 1 ]   | John Spencer   | 1981/82 |
| 1982                                 | Steve Davis      | [ A 1 ]   | Eddie Charlton | 1982/83 |
| 1983                                 | Cliff Thorburn   | 7 – 3     | Bill Werbeniuk | 1983/84 |
| 1984                                 | Tony Knowles     | 7 – 3     | John Virgo     | 1984/85 |
| 1985                                 | Tony Meo         | 3 – 2     | John Campbell  | 1985/86 |
| 1986                                 | Dennis Taylor    | 3 – 2     | Steve Davis    | 1986/87 |
| 1987                                 | Stephen Hendry   | 371 – 226 | Mike Hallett   | 1987/88 |
| Hong Kong Open (ranking)             |                  |           |                |         |
| 1989                                 | Mike Hallett     | 9 – 8     | Dene O'Kane    | 1989/90 |
| Australian Open (ej ranking)         |                  |           |                |         |
| 1994                                 | John Higgins     | 9 – 5     | Willie Thorne  | 1994/95 |
| Australian Masters (ej ranking)      |                  |           |                |         |
| 1995                                 | Anthony Hamilton | 8 – 6     | Chris Small    | 1995/96 |
| Australian Goldfields Open (ranking) |                  |           |                |         |
| 2011                                 | Stuart Bingham   | 9 – 8     | Mark Williams  | 2011/12 |
| 2012                                 | Barry Hawkins    | 9 – 3     | Peter Ebdon    | 2012/13 |
| 2013                                 | Marco Fu         | 9 – 6     | Neil Robertson | 2013/14 |
| 2014                                 | Judd Trump       | 9 – 5     | Neil Robertson | 2014/15 |
| 2015                                 | John Higgins     | 9 – 8     | Martin Gould   | 2015/16 |